# مشاريع السلام العربية الإسرائيلية
مشاريع السلام العربية الإسرائيلية هي مشاريع لتعزيز السلام والتفاهم بين الجامعة العربية وإسرائيل في مجالات مختلفة. وهذه أمور تشكل جزءًا من محاولة أوسع نطاقاً لعملية السلام بين الفلسطينيين والإسرائيليين. يمكن العثور على رعاة هذه المشاريع في كل من إسرائيل وفلسطين.

## الجهود الاقتصادية المشتركة والأعمال التجارية
جهود السلام الاقتصادي الإسرائيلي الفلسطيني هي جهود لتعزيز المشاريع الاقتصادية المشتركة والجهود بين الإسرائيليين والفلسطينيين كطريق للتوصل إلى السلام بين المجموعتين. وهي تستند جزئيا إلى الجهود والمشاريع الرسمية التي تقوم بها حكومتا إسرائيل والسلطة الفلسطينية، وجزئيا إلى الجهود الخاصة التي تبذلها الشركات الفردية ورجال الأعمال الذين يسعون إلى تعزيز المشاريع المختلفة التي تعزز الوحدة الاقتصادية والتعاون بين الجانبين.
وينطوي ذلك على جهود مشتركة مستمرة من قبل القادة الإقليميين لإطلاق مشاريع صناعية واقتصادية جديدة مشتركة، والتي ستخلق أعمالا محلية جديدة ونموا في فرص العمل، وتعزز التعاون المستمر. إنه جهد رسمي مشترك للحكومات الإسرائيلية والفلسطينية والأردنية لتعزيز التعاون الاقتصادي والمبادرات التجارية الجديدة التي يمكن أن تساعد الجانبين على العمل معا وخلق مناخ دبلوماسي أفضل وظروف اقتصادية أفضل. وهو يشكل مشروعا للتعايش، لأنه مصمم أساسا لتعزيز الجهود في القطاع الخاص، بمجرد أن توفر الحكومات الاستثمار الأولي والتسهيلات.
في أوائل عام 2010، لعب الرئيس شمعون بيريز دورا نشطا وشخصيا في الجهود الرامية إلى تعزيز مبادرات الأعمال المحلية. قاد بيريز شخصيا جولة لكبار المسؤولين التنفيذيين الإسرائيليين في الضفة الغربية، وأخبرهم عن العديد من الشركات الفلسطينية الجديدة التي تظهر إمكانات نمو كبيرة. إحدى الشركات التي أبرزها بيريز هي حاضنة تكنولوجيا الجيل الجديد، وهي جهد يهودي عربي مشترك تأسس في عام 2002 ويشجع الأفكار والمشاريع الجديدة في مجال التكنولوجيا والتكنولوجيا الحيوية.

### المناطق الصناعية المشتركة
إحدى الأفكار الرئيسية هي إنشاء مجمعات صناعية حيث يمكن للإسرائيليين والفلسطينيين العمل معًا. في عام 2011، وفقا لنفتالي بينيت، كان هناك حوالي 50 مصنعا في المنطقة الصناعية بالضفة الغربية حيث كان اليهود والفلسطينيون يعملون معًا.

### الجهود المحلية والتنفيذ
منطقة جلبوع
وقد بدأ التعاون الاقتصادي المشترك بين المسؤولين الإسرائيليين في جلبوع والمسؤولين الفلسطينيين في جنين يؤتي ثماره وفوائده الرئيسية. في أكتوبر 2009، بدأ مشروع جديد لتعزيز السياحة والسفر بين المنطقتين. وقد بدأت جهود تجارية جديدة كبرى ومناطق جذب سياحي في جنين. تخطط المنطقتان لإنشاء منطقة صناعية مشتركة من شأنها أن تجسر الحدود. وينتج الفلسطينيون مصنوعات يدوية محلية الصنع ويبيعونها عبر جلبوع إلى مناطق أخرى من العالم. مشروع آخر محتمل هو مركز لغة مشترك، حيث يقوم الإسرائيليون والفلسطينيون بتعليم بعضهم البعض اللغتين العربية والعبرية، فضلا عن جوانب من تراثهم الثقافي.

### مبادرة وادي السلام
مبادرة وادي السلام هي محاولة لتعزيز التعاون الاقتصادي بين إسرائيل والأردن والفلسطينيين. وقد تركزت في البداية حول الجهود والمشاريع المشتركة في وادي عربة/عربة، الذي يمتد على طوله الجزء الجنوبي من الحدود الإسرائيلية الأردنية.
بدأت فكرة هذا المشروع في عام 2005، عندما طلبت إسرائيل والأردن والسلطة الفلسطينية من البنك الدولي تحليل جدوى هذه الفكرة.
بدأت مبادرة وادي السلام باقتراح مشترك في عام 2008 لعدد من المبادرات المتعلقة بالمياه. انتهت الدراسة في عام 2013، وتم التوقيع على اتفاق في عام 2013 من قبل إسرائيل والأردن والسلطة الفلسطينية للمضي قدما في الخطة.
صُمم وأنشئ مشروع "أحمر-ميت" لبناء قناة من البحر الأحمر إلى البحر الميت في الأصل ضمن مبادرة وادي السلام. تمت الإشارة إليها رسميًا في تلك الخطة باسم "حامل السلام".

#### مشروع الأحمر الميت
في أوائل عام 2015، وقعت إسرائيل والأردن اتفاقية رئيسية لتنفيذ مشروع "الأحمر الميت"، ومعالجة المشاكل الإقليمية الرئيسية المتمثلة في النقص الحاد في المياه العذبة النظيفة في الأردن، والانكماش السريع للبحر الميت. ومن شأن محطة جديدة لتحلية المياه سيتم بناؤها بالقرب من منتجع العقبة السياحي الأردني أن تحول المياه المالحة من البحر الأحمر إلى مياه عذبة لاستخدامها في جنوب إسرائيل وجنوب الأردن. ستحصل كل منطقة على ثمانية مليارات إلى 13 مليار جالون سنويا. ستنتج هذه العملية محلول ملحي يعادل كمية النفايات؛ سيتم نقل المحلول الملحي بالأنابيب لأكثر من 100 ميل للمساعدة في تجديد البحر الميت، المعروف بمحتواه العالي من الملح. وهذا من شأنه أن يعزز مكانة البحر الميت كمورد اقتصادي مهم لكلا البلدين، في مجالات متعددة بما في ذلك السياحة والصناعة والأعمال.
وفي كانون الأول/ديسمبر 2015، أصدرت إسرائيل والأردن رسميًا الخطط التقنية للمضي قدمًا في هذا المشروع. في مايو/أيار 2016، قدمت إسرائيل والأردن خطتهما لإنشاء قناة البحر الأحمر والبحر الميت إلى البنك الدولي ومستثمرين محتملين آخرين.
في يوليو 2017، أعلنت إسرائيل والسلطة الفلسطينية عن صفقة جديدة لتوفير مياه الشرب لملايين الفلسطينيين. كان هذا جزءا من صفقة أكبر بين إسرائيل والأردن والفلسطينيين لبناء خط أنابيب بطول 220 كيلومترا (137 ميلا) لنقل المياه من البحر الأحمر إلى البحر الميت. تتمثل إحدى فوائد هذه القناة في تجديد البحر الميت المتضائل. كما أن المياه في هذه القناة ستولد الكهرباء للبلدات المحلية، كما ستعمل على تشغيل محطة لتحلية المياه لإنتاج مياه الشرب.

### غرفة التجارة الإسرائيلية الفلسطينية
تأسست غرفة التجارة الإسرائيلية الفلسطينية في عام 2009. رئيسها هو إيفال جلادة، ورئيسها التنفيذي هو أوفير جندلمان. وقد عقدت بالفعل مؤتمرها الأول، الذي كان توني بلير المتحدث الرئيسي فيه. وهي مكرسة لتعزيز تطوير المبادرات الاقتصادية والشركات المشتركة.

### سيكوي
سيكوي، منظمة الخدمة العامة التي تأسست في عام 1991، تدير جولات رمضانية لليهود الإسرائيليين.

## مجموعات السياسات
فيما يلي المنظمات أو المؤسسات التي تعالج وتحلل قضايا السياسة في مجموعة واسعة من المجالات، بالإضافة إلى المشاريع أو الجهود الرئيسية التي تنفذها رسميا المؤسسات الإقليمية أو الحكومات أو المنظمات غير الحكومية.

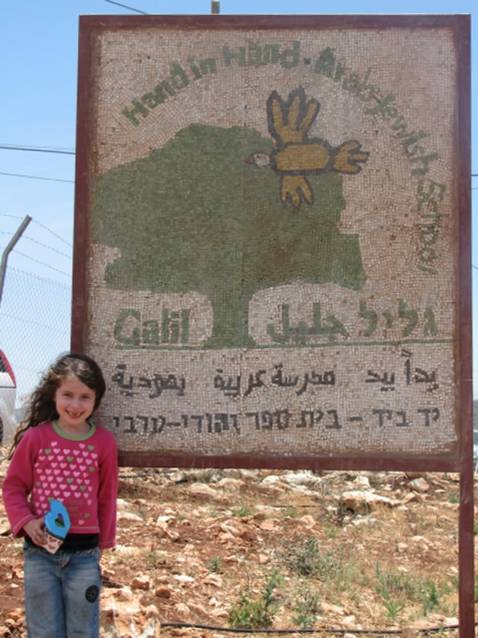
لافتة أمام مدرسة الجليل

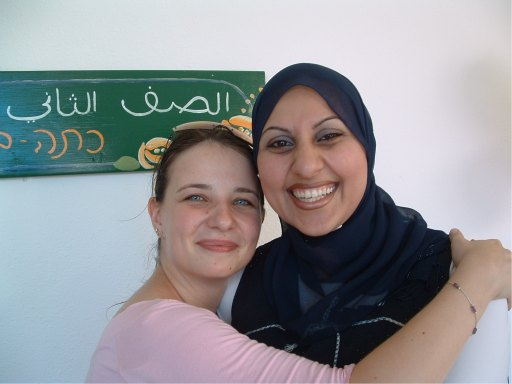
أساتذة يدًا بيد

### التحالف من أجل السلام في الشرق الأوسط (منظمة غير حكومية)
التحالف من أجل السلام في الشرق الأوسط (ALLMEP) هو مجموعة تضم أكثر من 70 منظمة غير حكومية رائدة تعمل على تعزيز المصالحة بين الإسرائيليين والفلسطينيين، وكذلك العرب واليهود في الشرق الأوسط.
أحد مقترحات التحالف من أجل السلام في الشرق الأوسط هو إنشاء صندوق دولي مستقل للسلام الإسرائيلي الفلسطيني لدعم وتشجيع الجهود الرامية إلى بناء السلام في المنطقة.

### إيكو بيس/أصدقاء الأرض في الشرق الأوسط
إيكوبيس/أصدقاء الأرض في الشرق الأوسط هي منظمة تجمع نشطاء بيئيين من إسرائيل والأردن وفلسطين للعمل على القضايا المشتركة.

### مجدي
مبادرات العدالة والتنمية في الشرق الأوسط (مجدي) هي منظمة فلسطينية شعبية محلية أسسها عزيز أبو سارة، وهو ناشط فلسطيني شاب يسعى إلى الدعوة إلى التعاون وجهود المصالحة. تندف منظمة مجدي إلى تعزيز الحوار بين الإسرائيليين والفلسطينيين. ويتمثل جزء من جهودها لصنع السلام في تعزيز التنمية الاقتصادية المحلية، وتعزيز التعاون الاقتصادي والأعمال التجارية الفلسطينية الصغيرة. شارك أبو سارة باستمرار في مجموعة من ورش العمل والجهود التي شجع فيها على بذل جهود أكبر نحو المصالحة والحوار بين الأفراد الإسرائيليين والفلسطينيين.
ويتمثل أحد الجهود الرئيسية التي يبذلها الاتحاد في مشروع إقليمي للدعوة لتعزيز المناقشة وتقاسم الموارد المائية.

### مركز بيريز للسلام
تأسس مركز بيرس للسلام من قبل شمعون بيريز ويقوم بتحليلات سياسية مختلفة لدفع الجهود من أجل السلام.

### ايبكري–المركز الإسرائيلي الفلسطيني للبحوث والمعلومات
ايبكري-المركز الإسرائيلي الفلسطيني للبحوث والمعلومات هو منظمة فكرية إسرائيلية/فلسطينية مشتركة للسياسة العامة مقرها في القدس تعمل على بناء شراكات في إسرائيل/فلسطين. تحت القيادة الإسرائيلية الفلسطينية المشتركة، يجري المعهد أبحاثا ومشاريع في مجالات مختلفة من التنمية الاقتصادية إلى الاستدامة البيئية. كما يسهل المعهد التواصل مع الجمهور وتتبع مفاوضتين بين الإسرائيليين والفلسطينيين.

### مجموعة إيكس
تأسست مجموعة إيكس في عام 2002، وهي فريق دراسة اقتصادي إسرائيلي-فلسطيني-دولي يجري أبحاثا حول البعد الاقتصادي للصراع. وتشمل مجالات التركيز اللاجئين الفلسطينيين، وبناء وصلة إقليمية بين قطاع غزة والضفة الغربية، وتطوير غور الأردن، والتعاون في مجال البنية التحتية، والوضع الاقتصادي للقدس.

### مركز جفعات هافيفا اليهودي العربي للسلام
جفعات هافيفا هو مركز للتعليم والبحث والتوثيق، تأسس في عام 1949 من قبل اتحاد هكيبوتس هارزي. تقع في شمال وادي شارون في إسرائيل. وفقا لموقعها على الإنترنت "مهمة جفعات هافيفا اليوم هي التعامل مع القضايا الرئيسية المدرجة على جدول أعمال المجتمع الإسرائيلي، وتعزيز المبادرات التعليمية والبحثية والعمل المجتمعي في مجالات السلام والديمقراطية والتعايش والتسامح والتضامن الاجتماعي".
ترعى جفعات هافيفا المركز اليهودي العربي للسلام. "تأسس المركز اليهودي العربي للسلام في عام 1963، وهو واحد من أقدم وأبرز المؤسسات في مجاله. الرابط المشترك لعشرات المشاريع التي يتم تنفيذها في المركز هو النضال من أجل علاقات أفضل بين العرب واليهود، وفهم أفضل لجوهر الديمقراطية وحقوق المواطنين في إسرائيل، وبناء الجسور مع جيراننا العرب". أحد مشاريع الحوار الرائدة في المركز هو وجها لوجه.

## مؤسسات ومجموعات التعايش
المنظمات التي تروج لمجموعة متنوعة من الجهود والمشاريع التي تهدف إلى تعزيز التعايش والحوار بين الجانبين.

### روتس/جدور/شوراشيم: المبادرة الفلسطينية الإسرائيلية للتفاهم واللاعنف والمصالحة
في بداية عام 2014، شكل الناشطان المجتمعيان علي أبو عواد والحاخام حنان شليزنجر مع آخرين، وهي مجموعة مقرها في منطقة غوش عتصيون بالضفة الغربية لتعزيز الحوار والثقة في بين الإسرائيليين والفلسطينيين كطريق للسلام. الاسم الكامل للمجموعة هو روتس/جدور/شوراشيم: المبادرة الفلسطينية الإسرائيلية للتفاهم واللاعنف والمصالحة، وكانت تقع في البداية على أرض عائلة عواد بالقرب من قرية بيت أمر في الضفة الغربية.
ينظم مشروع روتس لقاءات بين الإسرائيليين والفلسطينيين الذين يعيشون بالقرب من بعضهم البعض في الضفة الغربية من أجل خلق حوار. ويشمل برنامج التوعية الخاص بالمشروع لقاءات شهرية بين عائلات إسرائيلية وفلسطينية، ومجموعة نسائية، والعمل مع أطفال المدارس، وإشراك القادة المحليين، ومخيم صيفي، وتعلم اللغة، والتبادلات الثقافية. من أجل استيعاب هذه المجموعة الواسعة من الأنشطة، يُستخدم موقع مركزي في منطقة غوش عتصيون في الضفة الغربية كمنطقة اجتماعات مريحة.
علي أبو عواد ناشط فلسطيني ومؤيد للسلام. وهو مؤسس الطريق وعضو في منتدى العائلات الثكلى، ويقوم بجولات حول العالم مع روبي داملين، وهي امرأة يهودية قُتل ابنها على يد قناص فلسطيني، لتشجيع الحوار والمصالحة بين الفلسطينيين والإسرائيليين. ظهرت حياته وعمله في فيلمين حائزين على جوائز، نقطة اللقاء والطفولة المحرمة. يسكن في بيت أمر، بالقرب من الخليل.
علي أبو عواد، الذي توفي شقيقه في الصراع، يحضر العديد من الاجتماعات مع السكان اليهود المحليين. عقد أحد أول هذه الاجتماعات في يوليو/تموز 2014، بين إسرائيليين وفلسطينيين محليين داخل جزء واحد من كتلة عتصيون في الضفة الغربية.

### حاخامات من أجل حقوق الإنسان
حاخامات من أجل حقوق الإنسان هي منظمة إسرائيلية لحقوق الإنسان تصف نفسها بأنها "صوت الضمير الحاخامي في إسرائيل، الذي يعطي صوتا للتقاليد اليهودية لحقوق الإنسان". تشمل عضويتهم الحاخامات والطلاب الإصلاحيين والأرثوذكس والمحافظين والإعماريين. ووفقا لموقعهم على شبكة الإنترنت، تضم المنظمة "أكثر من مئة حاخام وطالب حاخامي". حصلت المنظمة على جائزة نيوانو للسلام في عام 2006.
تشتهر منظمة RHR بإرسال متطوعين للعمل كدروع بشرية لحماية محصول الزيتون الفلسطيني من التخريب والاعتداء من قبل المستوطنين الذين يعيشون على الأراضي المجاورة. وفي كل عام، يبلغ عن وقوع اشتباكات بين المستوطنين والمزارعين الفلسطينيين. في عام 2008، شمل الجهد التطوعي 40 قرية. بدأ هذا الجهد في عام 2002 عندما طلب ناشط سلام فلسطيني مساعدة منظمة حقوق الإنسان لحماية جامعي الزيتون من هجمات المستوطنين الذين يعيشون بالقرب من قرية يانون.
تعارض منظمة حقوق الإنسان بناء الجدار الإسرائيلي في الضفة الغربية في أي مكان ينطوي فيه على مصادرة الأراضي المملوكة للعرب أو تقسيم القرى أو عزل المزارعين عن حقولهم. حققت RHR انتصارا كبيرا في عام 2006 عندما ربحت دعوى قضائية لمنع الانقسام بسياج قرية الشيخ سعد.

### شراكة تعايش العربية اليهودية
تأسست "تعايش" في خريف عام 2000، وهي حركة شعبية من العرب واليهود تعمل على تحطيم جدران العنصرية والفصل العنصري. وهي تشارك في أعمال التضامن اليومية لإنهاء الاحتلال الإسرائيلي للأراضي الفلسطينية وتحقيق المساواة المدنية الكاملة لجميع المواطنين الإسرائيليين.

### ائتلاف النساء من أجل السلام
ائتلاف النساء من أجل السلام (بالعبرية: קואליציית נשים לשלום) هي منظمة جامعة للمجموعات النسائية في إسرائيل، تأسست في نوفمبر 2000. وتصف نفسها بأنها "منظمة نسوية ضد احتلال فلسطين ومن أجل السلام العادل". تقول CWP إنها "ملتزمة بإنهاء الاحتلال وخلق مجتمع أكثر عدلا، مع تعزيز إدماج المرأة ومشاركتها في الخطاب العام".
المجموعات التي أسست تحالف النساء من أجل السلام هي ماسسوم ووتش ومجلة نوجا النسوي ونساء بالأسود والأم الخامسة وتاندي و بات شالوم والملف الشخصي الجديد ونيلد.
توصل تحالف النساء من أجل السلام إلى اتفاق بشأن مبادئه لحل الصراع الإسرائيلي الفلسطيني في مؤتمر عقد في الناصرة في نوفمبر 2000.

### حلقة أولياء الأمور- منتدى العائلات
منتدى العائلات التابع لدائرة الآباء (PC-FF) هو منظمة شعبية للعائلات الفلسطينية والإسرائيلية التي فقدت أفرادًا من أفراد الأسرة بسبب النزاع. معًا، يحولون آلامهم والفجيعة إلى حافز لمهمة مشتركة للمصالحة والتعايش في خضم العنف المستمر.
تأسست PC-FF في عام 1994 من قبل اسحق فرانكنثال الذي قُتل ابنه أريك على يد حماس. واليوم، يضم المجلس أكثر من 500 عضو، نصفهم إسرائيليون والنصف الآخر فلسطينيون. يعقد الأعضاء جلسات حوار، ويلقون محاضرات، ويشاركون في مشاريع لدعم التسامح والمصالحة.
تقوم دائرة الآباء بإنشاء مشاريع مبتكرة لنشر رسالة الأمل والمصالحة. ويؤمن المنتدى إيمانًا راسخًا بأنه بدون المصالحة، لن يكون هناك سوى وقف لإطلاق النار وليس سلامًا. يجتمع أعضاء PC-FF من إسرائيل وفلسطين بانتظام حتى في ظل ظروف شبه مستحيلة مثل ما بعد حرب غزة 2008-2009.
البرنامج الرئيسي ل PC-FF لعامة الناس هو برنامجه التعليمي. تجلب "لقاءات الحوار" في المدرسة الثانوية اثنين من أعضاء المنتدى، أحدهما إسرائيلي والآخر فلسطيني إلى الفصول الدراسية في إسرائيل والقدس الشرقية والضفة الغربية للتحدث مع الطلاب حول إمكانية السلام والمصالحة. يتم الوصول إلى ما يقرب من 40,000 طالب كل عام.

### برنامج «عير شاليم» للتعايش
من نواح كثيرة كانت مدينة القدس في قلب الصراع. أنشأت الحركة السياسية الإسرائيلية "السلام الآن" في عام 1994 مبادرة تسمى "عير شاليم"، هدفها بناء مستقبل سلمي عادل وملهم لهذه المدينة، حيث يعمل المواطنون اليهود والعرب معا لإيجاد حلول قائمة على الإنصاف والعدالة. يجمع هذا البرنامج بين المهندسين المعماريين المتطوعين والمخططين والمحامين وغيرهم من المهنيين لتحليل المشكلات وتقديم الحلول. ومن بين الجهود الأخرى، تقوم عير شاليم بتطوير أول نموذج تخطيط للقدس الشرقية من شأنه أن يلبي احتياجات المجتمع الفلسطيني بشكل منصف.

### بذور السلام
تأسست منظمة بذور السلام في عام 1993، وهي تجمع المئات من القادة الشباب والمعلمين الناشئين من مناطق الصراع في مخيم بذور السلام في أوتيسفيلد، مين، الولايات المتحدة الأمريكية، بما في ذلك الآلاف من المراهقين الإسرائيليين والفلسطينيين والأردنيين والمصريين. تتمثل مهمة بذور السلام في إلهام ورعاية أجيال جديدة من القادة في المجتمعات التي قسمها الصراع. هناك أكثر من 6000 خريج من المخيم من 27 دولة.

## أطفال السلام
أطفال السلام هي مؤسسة خيرية دولية غير حزبية مقرها المملكة المتحدة تهدف إلى بناء الصداقة والثقة والمصالحة بين الأطفال الإسرائيليين والفلسطينيين، الذين تتراوح أعمارهم بين 4 و17 عامًا بغض النظر عن المجتمع أو الثقافة أو الدين أو الجنس أو التراث من خلال مشاريع وبرامج الفنون والتعليم والرعاية الصحية والرياضة، حتى يتمكن جيل المستقبل ومجتمعاتهم من العيش في سلام، جنبا إلى جنب.
تتلقى منظمة أطفال السلام، الذي أسسها رئيس المنظمة الخيرية ريتشارد مارتن في عام 2004، دعمًا شخصيًا من قادة العالم بمن فيهم البابا فرانسيس، ونائب الرئيس الأمريكي جو بايدن، ومبعوث اللجنة الرباعية توني بلير، ورئيس الوزراء البريطاني ديفيد كاميرون، ونائب رئيس الوزراء البريطاني كليغ، وزعيم حزب العمال البريطاني إد ميليباند وبيل كلينتون والرئيس الفرنسي فرانسوا هولاند، ورئيس بلدية الخليل السابق خالد عسيلي، والمبعوث الفلسطيني إلى المملكة المتحدة الدكتور مانويل هوساسيان. ثلاثة برلمانيين بريطانيين من كل حزب سياسي رئيسي هم سفراء النوايا الحسنة - لويز إلمان عضوة في البرلمان، توبياس إلوود عضو البرلمان وإد ديفي النائب.
في عام 2012، حملت سالي بيكر، إحدى سفراء النوايا الحسنة للمؤسسة الخيرية ومديرة برنامج السفراء الشباب، العلم الأولمبي إلى الملعب في حفل افتتاح لندن2012، باسم أطفال السلام. يوجد حاليًا 20 سفيرا للشباب من أرمينيا وإسرائيل وفلسطين وقطر والمملكة المتحدة والولايات المتحدة.
يتمثل نهج المؤسسة الخيرية في بناء التفاهم بين المجتمعات الشعبية في المنطقة. تعمل المؤسسة الخيرية مع أكثر من 140 منظمة تابعة في تحالف فريد من نوعه للسلام في غزة ومصر وإسرائيل والأردن ولبنان وتركيا والضفة الغربية (وفي كل قارة).

## جهود التعايش المحلية
جهود محددة ومشاريع محددة، محلية وغير محلية، تهدف إلى تعزيز التعايش والحوار بين الجانبين.

### زيتون السلام
زيتون السلام هو مشروع تجاري إسرائيلي فلسطيني مشترك لبيع زيت الزيتون. ومن خلال هذا المشروع، نفذ الإسرائيليون والفلسطينيون دورات تدريبية وتخطيطية مشتركة. كما أدى إلى إثراء إنتاج النفط الفلسطيني بمكونات إسرائيلية. أنتجت زيت الزيتون الذي بيع تحت الاسم التجاري "زيتون السلام". هذا مرتبط بزيت السلام (المملكة المتحدة) وزيت السلام (الولايات المتحدة الأمريكية).

### نفيه شالوم واحة السلام (واحة السلام)
قرية نفيه شالوم المسلمة اليهودية الإسرائيلية - واحة السلام (NSWAS). يوفر NSWAS نموذجا رائعا للتعايش طويل الأجل. تأسست NSWAS في عام 1970 على أرض تبرعت بها الكنيسة الكاثوليكية الرومانية، وتقع بين القدس وتل أبيب. وهم ينظمون مشاريع إنسانية، بما في ذلك تقديم المساعدة الطبية للفلسطينيين.
كما أنهم يديرون عدة مدارس، اثنتان لأطفال القرى وأطفال المناطق الأخرى، ولديهم مرفق تدريب يسمى مدرسة السلام. تعمل فصول الأطفال من مرحلة ما قبل المدرسة حتى المدرسة الإعدادية ويتم تدريسها جميعا من قبل كل من المسلمين واليهود بلغاتهم الأم. ومع ذلك، صممت مدرسة السلام للعرب واليهود البالغين من جميع أنحاء المنطقة للتعرف على بعضهم البعض في ندوات خاضعة للرقابة يديرها ميسرو سلام مدربون.
كان لدى NSWAS العديد من الزوار البارزين على مر السنين. جيمي كارتر وهيلاري كلينتون وكثيرين آخرين بما في ذلك روجر ووترز (المعروف أيضًا باسم بينك فلويد) الذي قدم العديد من الحفلات الموسيقية في القرية الصغيرة لحث إسرائيل على "هدم الجدار!"
فرع أمريكي تأسس مؤخرا تحت اسم "الأصدقاء الأمريكيون لنفيه شالوم" وهي منظمة غير ربحية 501 (ج) 3 تجمع الأموال في الولايات المتحدة لبرامج NSWAS (توجد مجموعات دعم مماثلة أيضًا في الاتحاد الأوروبي وأماكن أخرى).

### حميدراشا يهودي-عربي بيت مدراش
حميدراشا، مركز للدراسات والزمالة، يعمل على معالجة الاغتراب والغربة والجهل المتبادل بين اليهود والعرب. يقوم حميدراشا بإنشاء بيت مدراش بين الثقافات (بالعبرية، "بيت الدراسة")، والذي سيكون بمثابة أساس للقاءات الشخصية والجماعية المتبادلة، ولدراسة الروايات الثقافية والنصوص الحديثة لكلا الشعبين. سيشارك الرجال والنساء اليهود والمسلمون والمسيحيون في تجربة تعليمية حقيقية بين الثقافات، بهدف تقديم مساهمة كبيرة في الحوار المستمر بين اليهود والعرب، وتعزيز العلاقات المتبادلة بينهم.

### العمل الأخضر
منظمة العمل الأخضر هي منظمة إسرائيلية غير حكومية تدعو إلى النشاط البيئي والتغيير الاجتماعي، وقد جلبت التجارة العادلة وزيت الزيتون الفلسطيني العضوي إلى السوق الإسرائيلية. يسافر آفي ليفي، كثيرا إلى الضفة الغربية للعمل مع المزارعين الفلسطينيين، ومساعدتهم على إنشاء التعاونيات والحفاظ عليها والحصول على شهادة التجارة العضوية والعادلة. تُغلف المنتجات تحت ملصق صحة. والتي تعني الرفاهية أو الصحة الجيدة.
وبالإضافة إلى زيت الزيتون، وهو المنتج الزراعي الرئيسي للفلسطينيين في الضفة الغربية، تبيع منظمة العمل الأخضر أيضا الزعتر والدبس ومربى الفاكهة العضوية والمنقوع بالأعشاب والزيتون المعصور. يباع زيت الزيتون أيضا بكميات كبيرة في جميع أنحاء العالم بما في ذلك أستراليا والولايات المتحدة. في الولايات المتحدة، تشتري شركة شركات غصن الزيتون في سياتل بواشنطن من العمل الأخضر بكميات كبيرة وتعبئتها تحت ملصق زيت السلام.
الأخضر - موقع صاحف معرض ساها
السلام

### أوسيه شالوم – مخيم صانعي السلام لعائلة فلسطينية يهودية
من عام 2003 إلى عام 2007، دخلت مجموعة حوار غرفة المعيشة اليهودية الفلسطينية في شراكة مع معسكر تاونغا على مدى خمس سنوات لجلب مئات البالغين والشباب من 50 بلدة مختلفة في فلسطين وإسرائيل للعيش والتواصل معا بنجاح في مخيم صانعي السلام العائلي الفلسطيني اليهودي - أوسيه شالوم - سناء السلام.

## المصنفات والمجموعات الثقافية والعلمية

### الحوار العربي الإسرائيلي
صور ليونيل روجوسين الحوار العربي الإسرائيلي في عام 1973، في محاولة مبكرة لفتح القضايا الثقافية والسياسية بين الفلسطينيين والإسرائيليين. إنه مناظرة مصورة بين الشاعر الفلسطيني راشد حسين وعاموس كينان، صورت في نيويورك أثناء نفيهما.

### منظمة العلوم الإسرائيلية الفلسطينية
منظمة العلوم الإسرائيلية الفلسطينية هي منظمة غير حكومية غير ربحية تأسست في عام 2004 لدعم البحوث التعاونية بين العلماء في إسرائيل وفلسطين. من بين الأعضاء المؤسسين لمنظمة العلوم الإسرائيلية الفلسطينية عالم الأعصاب الحائز على جائزة نوبل تورستن فيزل.

### الديوان الغربي الشرقي
تأسس الديوان الغربي الشرقي في عام 1998 من قبل عازف البيانو وقائد الأوركسترا الإسرائيلي الأرجنتيني دانيال بارنبويم والمؤلف الفلسطيني الأمريكي إدوارد سعيد، وهو ديوان غربي شرقي (سمي على اسم مختارات من قصائد يوهان فولفغانغ فون غوته) لتعزيز الحوار الثقافي بين الإسرائيليين والعرب. النشاط الرئيسي هو أوركسترا تتألف في الغالب من موسيقيين إسرائيليين وعرب شباب، الذين يظهرون إمكانية التعاون بين الثقافتين حول الأفكار العالمية التي تنقلها الموسيقى الكلاسيكية العظيمة. لقد أدوا في جميع أنحاء العالم. وقد أوضح بارنبويم هذه النقطة أيضا من خلال الذهاب إلى المناطق الفلسطينية وتقديم حفلات البيانو وإعطاء دروس الماجستير.

### كوميديا من أجل السلام
الكوميديا من أجل السلام هي جهد غير سياسي لاستخدام الفكاهة لبناء الثقة والتفاهم ورؤية للسلام بين الفلسطينيين والإسرائيليين.
تم ابتكار الكوميديا من أجل السلام وتنظيمها من قبل راي حنانيا، وهو ممثل كوميدي فلسطيني أمريكي متزوج من امرأة يهودية. ويأمل راي أن تساعد قوة الكوميديا المقترنة بقوة التقاء شعبين على مسرح واحد الفلسطينيين والإسرائيليين على إيجاد الشجاعة للنظر إلى ما وراء آلام ومعاناة الصراع ورؤية بعضهم البعض كبشر وكشركاء وكأشخاص ليس لديهم خيار آخر سوى النضال معا لتحقيق سلام دائم.

### نصب التسامح
يقع نصب التسامح الذي نحته تشيسلاف دزويغاي بالتعاون مع ميخال كوبياك على تل تمثل الفجوة بين اليهودي أرمون هنيتسيف والعربي جبيل المكبر، يقف مقابل مقر الأمم المتحدة في القدس في حديقة بالقرب من شارع غولدمان. كُشف عنه النقاب في القدس عام 2008، وقد مُوِّل من قبل رجل الأعمال البولندي ألكسندر جودزواتي كرمز لتعزيز السلام في الصراع الإسرائيلي الفلسطيني.

### نيوروبريدجز
نيوروبريدجز هي سلسلة من ورش العمل، عقدت في أوروبا، بدأت في عام 2014 بهدف الجمع بين علماء الأعصاب العرب والإسرائيليين من أجل تعزيز التعاون العلمي وتطوير العلاقات الشخصية التي يمكن أن تساعد في تخفيف الضائقة السياسية. بدأت ورش العمل هذه من قبل عالم الأعصاب الإسرائيلي يوناتان لوينشتاين وعالم الأعصاب المصري أحمد الهادي.

### سمسم
ضوء السنكروترون للعلوم التجريبية وتطبيقاتها في الشرق الأوسط (SESAME) هو مختبر مستقل يقع في علان في محافظة البلقاء في الأردن، أنشئ تحت رعاية اليونسكو في 30 مايو 2002.
بهدف تعزيز السلام بين دول الشرق الأوسط، اختير الأردن كموقع للمختبر، حيث كان آنذاك البلد الوحيد الذي حافظ على علاقات دبلوماسية مع جميع الأعضاء المؤسسين الآخرين. البحرين وقبرص ومصر وإيران وإسرائيل وباكستان وفلسطين وتركيا. وقد بدأ المشروع في عام 1999 وأقيم حفل وضع حجر الأساس في 6 كانون الثاني/يناير 2003. بدأت أعمال البناء في يوليو التالي، مع تاريخ الانتهاء المقرر في عام 2015. لكن عقبات البنية التحتية المالية والتقنية أجبرت المشروع على التأخير. افتتح المختبر في 16 مايو 2017 تحت رعاية وحضور الملك عبد الله الثاني.
كلف المشروع حوالي 90 مليون دولار، مع تبرع بمبلغ 5 ملايين دولار من كل من الأردن وإسرائيل وتركيا وإيران والاتحاد الأوروبي. تبرع بالباقي من قبل سيرن من المعدات الموجودة. أصبح الأردن أكبر مساهم في المشروع من خلال التبرع بتكاليف بناء الأراضي والمباني، والتعهد ببناء محطة للطاقة الشمسية بقيمة 7 ملايين دولار، مما سيجعل سيسامي أول مشروع في العالم يعمل بالطاقة المتجددة. يتعهد الأعضاء بالتكلفة التشغيلية السنوية البالغة 6 ملايين دولار وفقا لحجم اقتصاداتهم.

## الجهود التربوية

### العمل خارج الحدود
يُمول المشروع من قبل الآلية الأوروبية للديمقراطية وحقوق الإنسان (EIDHR) التابعة للمفوضية الأوروبية لتعزيز دور المجتمع المدني في تعزيز حقوق الإنسان والإصلاح الديمقراطي، وفي دعم المصالحة السلمية لمصالح المجموعة وفي تعزيز المشاركة والتمثيل السياسيين (الإجراءات عبر الوطنية والإقليمية). يُنفذ من قبل مركز عوالم المستقبل ومقره قبرص بالتعاون مع جمعية التعليم التقدمي تكريما لمئير يعاري (YAARI) ومركز الحوار الفلسطيني. يهدف هذا الإجراء إلى تعزيز قدرة منظمات المجتمع المدني على تعزيز حقوق الإنسان بنشاط داخل مجتمعها، على المستوى الوطني وكذلك عبر الوطني. وهي تشرك بنشاط الجهات الفاعلة في المجتمع المدني من إسرائيل وفلسطين للتعاون في مشاريع العمل المجتمعي التي تطور بشكل مشترك والتي تهدف إلى تعزيز التفاهم المتبادل وتعزيز والدعوة إلى تنفيذ معايير حقوق الإنسان في المنطقة. ويتمثل أحد الأهداف في الجمع بين أصحاب المصلحة من بلدان في نفس المنطقة بغية تيسير المصالحة السلمية وإدارة مصالح المجموعة وتعزيز الحلول بشأن المسائل الخلافية أو المجالات المثيرة للجدل.

### الشرق الأوسط التعليم من خلال التكنولوجيا
الشرق الأوسط التعليم من خلال التكنولوجيا (MEET) هي مبادرة تعليمية مبتكرة تهدف إلى خلق لغة مهنية مشتركة بين الشباب الإسرائيلي والفلسطيني. من خلال العمل مع معهد ماساتشوستس للتكنولوجيا (MIT)، يمكن MEET المشاركين من اكتساب أدوات تكنولوجية وقيادية متقدمة مع تمكينهم من إحداث تغيير اجتماعي إيجابي داخل مجتمعاتهم.
أدرك مؤسسو البرنامج يارون بينور وعنات بينور وعساف هارلاب أن العديد من الإسرائيليين والفلسطينيين لا يحصلون أبدا على فرصة للتفاعل مع بعضهم البعض على المستوى الشخصي، على الرغم من أنهم يكبرون ويعيشون على بعد أميال قليلة من بعضهم البعض. وبإلهام من تجاربهم في التعاون متعدد الثقافات في المؤسسات التعليمية الدولية، قرر المؤسسون أن برنامجا مكثفا سريع الخطى في مجال التكنولوجيا سيكون وسيلة مثالية لسد الفجوة. مع هذه الرؤية، أنشأوا MEET في صيف عام 2004.
تبحث MEET عن طلاب المدارس الثانوية الفلسطينيين والإسرائيليين المتفوقين. يكون القبول في البرنامج تنافسي للغاية. بمجرد القبول، يجتمع الطلاب بشكل مستمر لمدة ثلاث سنوات. يتضمن صيفهم الأول تعليمات في برمجة جافا الأساسية. يمتد هذا إلى الجزء الأول من البرنامج لمدة عام. يتضمن الصيف الثاني موضوعات أكثر تقدما في علوم الكمبيوتر ويقدم منهجا للأعمال وريادة الأعمال. يتوج البرنامج بمشروع طويل الأجل يبدأ في الجزء الثاني لمدة عام ويمتد إلى فصل الصيف النهائي. تحافظ أنشطة الخريجين على شبكة الطلاب بعد التخرج.
قُبل خريجي MEET في أفضل الجامعات في المنطقة وخارجها، بما في ذلك معهد ماساتشوستس للتكنولوجيا. إن مهارات وأواصر الصداقة التي صاغها طلاب MEET، جنبا إلى جنب مع المواهب الطبيعية للطلاب، تعدهم لمستقبل ناجح من القيادة والإنجاز والابتكار والتعاون.
إلى جانب شراكته مع معهد ماساتشوستس للتكنولوجيا، قدمت مجموعة من المنظمات والجمعيات الدعم لMEET منها الجامعة العبرية في القدس (التي تبرعت بمساحة معملية للدورات الصيفية منذ إنشاء MEET)، وجامعة القدس، وصن ميكروسيستمز، وهيوليت-باكارد ، وغيرها من المنظمات الوطنية والدولية، بالإضافة إلى العديد من المتطوعين الأفراد من جميع أنحاء العالم.

### يدًا بيد مدارس عربية يهودية ثنائية اللغة
تدير منظمة "يدًا بيد" شبكة من أربع مدارس ثنائية اللغة (العربية والعبرية) تخدم أكثر من 800 طالب في القدس، الجليل (مدرسة الجليل اليهودية العربية)، وادي عارة (مدرسة "يدًا بيد") وبئر السبع (مدرسة هاجر). نصف الطلاب هم فلسطينيون مواطنون في إسرائيل، والنصف الآخر يهود مواطنون في إسرائيل. يدرس الطلاب باللغتين في وقت واحد، وتدعو الخطط إلى التوسع في نهاية المطاف إلى الصف 12. موقع "يدًا بيد" باللغة الإنجليزية.

### معهد العمل الدائري
يُنظم معهد العمل الدائري ورش عمل في إسرائيل توحد النساء اليهوديات والعربيات، مع التركيز بشكل خاص على القيادات النسائية. والقصد من حلقات العمل هذه هو إيقاظ الوعي العالمي، أي الوعي بالقواسم المشتركة بيننا كأعضاء في الأسرة البشرية ومجتمع كوكبي واحد.
العمل الدائري هو أسلوب طورته كاتبة ألمانية يهودية وقائدة ندوة، جلاجا بونهايم (www.jalajabonheim.com)، والتي تمارسها وتدرسها في الولايات المتحدة منذ 25 عامًا، وفي إسرائيل منذ عام 2005. يستخدم العمل الدائري àالتجمعات الدائرية لإنشاء مجال من الانفتاح والحب قويا بما يكفي لشفاء الأفراد والمجتمعات. يعتمد العمل الدائري على افتراض أن الأسباب الجذرية للعنف والحرب تكمن فينا، وأن وعينا هو المكان الذي يجب أن يبدأ فيه التغيير.
قدم معهد العمل الدائري أحدث سلسلة من الدوائر في إسرائيل خلال حرب غزة.

### مركز التكنولوجيا والتعليم والتنوع الثقافي
يسعى مركز التكنولوجيا والتعليم والتنوع الثقافي (TEC) جاهدًا لبناء الثقة بين العرب واليهود، المتدينين والعلمانيين من خلال الدورات والمبادرات المشتركة عبر الإنترنت بين طلاب الجامعات وأطفال المدارس. المركز الذي أنشئ في عام 2003 من قبل رؤساء تكنولوجيا المعلومات والاتصالات في 3 كليات تعليمية تمول من قبل معهد موفيت تل أبيب.

### معهد وادي عربة للدراسات البيئية
يقع معهد وادي عربة في كيبوتس كيتورا جنوب اسرائيل . تتمثل مهمة المعهد في تعزيز التعاون البيئي عبر الحدود في مواجهة الصراع السياسي تحت شعار "الطبيعة لا تعرف الحدود السياسية"، يجمع معهد وادي عربة بين الإسرائيليين والفلسطينيين والأردنيين وغيرهم من الطلاب والباحثين من جميع أنحاء العالم لتمكينهم من حل التحديات البيئية في الشرق الأوسط بشكل تعاوني عبر برامج اكاديمية معتمدة ومراكز ابحاث ومبادرات تعاون دولية تتمحور حول مجموعة من الاهتمامات والتحديات البيئية. 
في البرنامج الأكاديمي لمعهد وادي عربة، يدرس المشاركون مجموعة متنوعة من الدورات متعددة التخصصات التي تتراوح من الزراعة المستدامة، من خلال إدارة النفايات، إلى البيئة السياسية. فضلا عن المشاركة في ندوة أسبوعية لقيادة بناء السلام تكون بمثابة منصة لمعالجة الصراع العربي الإسرائيلي، وتسعى إلى تزويدهم بأدوات للحوار المفتوح وحل النزاعات.
بالإضافة إلى ذلك، يضم معهد وادي عربة عددا من المراكز البحثية التي تشارك في العمل العلمي العابر للحدود في مجالات إدارة المياه، والزراعة المستدامة، والحفاظ على المياه، والطاقة المتجددة، والتنمية المستدامة.

## النشطاء السياسيون والجماعات المجتمعية
مجموعات من الناشطين السياسيين أو نشطاء المجتمع الذين يعملون من أجل السلام من خلال الجهود القائمة على الأهداف والتدابير السياسية، أو الجهود المجتمعية. تشمل بعض المجموعات التي تتكون من نشطاء من جانب واحد من النزاع، وبعض المجموعات التي تضم نشطاء من كلا الجانبين.

### صوت واحد، مشروع لمؤسسة أعمال السلام
وفقًا لموقعهم على الويب، فإن "صوت واحد" هو مشروع عالمي يهدف إلى: "رفع صوت غَيْرُ المُتَطَرِّفين. وتمكين الفلسطينيين والإسرائيليين على المستوى الشعبي من استعادة جدول الأعمال بعيدا عن المتطرفين العنيفين؛ تحقيق توافق واسع النطاق في الآراء بشأن القضايا الأساسية، وتشكيل خارطة طريق لحل النزاعات. صوت واحد... طُور من قبل أكثر من مائتي من قادة المجتمع الفلسطيني والإسرائيلي والدولي ... مكرسة لتعزيز صوت العقل ".
ترفض هذه المجموعة ما تعتبره استرضاء يساريا لفلسطين من قبل الجماعات اليسارية. إنهم يمدون أيديهم إلى الإسرائيليين الليبراليين والوسطيين المعتدلين الذين يريدون دفع عملية السلام. إنهم يمدون أيديهم إلى المعتدلين الفلسطينيين الذين يرفضون الإرهاب والتفجيرات الانتحارية. إنهم يعملون على تنمية قيادة سياسية معتدلة على جانبي الصراع العربي الإسرائيلي، ويحاولون الضغط على كل من الحكومة الإسرائيلية والسلطة الفلسطينية للتوصل إلى سلام عادل.

### "السعي إلى السلام والسعي لتحقيق العدالة"
أنشأ الاتحاد من أجل اليهودية الإصلاحية، الذراع التجمعية لليهودية الإصلاحية الأمريكية، مشروعا يسمى البحث عن السلام، السعي لتحقيق العدالة. وفقا لموقعهم على الإنترنت، فإن هدفهم هو: "تثقيف وتعبئة يهود أمريكا الشمالية لدعم جهود السلام وقضايا العدالة الاجتماعية في إسرائيل ... ستشجع هذه الحملة الجالية اليهودية في أمريكا الشمالية على دراسة مخاطر ومكافآت السلام لإسرائيل والفلسطينيين، وإجراء حوار عام حاسم وبناء حول القضايا الاجتماعية الأكثر إلحاحا التي تواجه إسرائيل اليوم - بما في ذلك وضع المواطنين العرب في إسرائيل والأقليات الأخرى، فضلا عن قضايا أخرى من عدم المساواة والتمييز.

### مبادرات ابراهيم
وفقا لموقعهم على الإنترنت، "مبادرات  إبراهيم هي منظمة غير ربحية مكرسة لتعزيز التعايش بين المواطنين اليهود والعرب في إسرائيل. من خلال حملات المناصرة والتوعية، ومن خلال رعاية مشاريع التعايش، تعزز مبادرات صندوق إبراهيم زيادة الحوار والتسامح والتفاهم بين العرب واليهود.

### بريت تسيديك فشالوم
بريت تسيديك فشالوم، التحالف اليهودي من أجل العدالة والسلام، "هو منظمة وطنية لليهود الأمريكيين ملتزمة برفاهية إسرائيل من خلال تحقيق تسوية تفاوضية للصراع الإسرائيلي الفلسطيني على المدى الطويل. وهي تعتقد أن الغالبية العظمى من الإسرائيليين والفلسطينيين يتوقون إلى سلام دائم وأن أمن إسرائيل لا يمكن تحقيقه إلا من خلال إقامة دولة فلسطينية قابلة للحياة اقتصاديا وسياسيا، مما يستلزم إنهاء احتلال إسرائيل للأراضي التي اكتسبتها خلال حرب عام 1967. يعتقد بريت تسيديك أن العديد من اليهود الأمريكيين يشاركون هذا المنظور، لكنهم يترددون في التعبير عن أنفسهم خوفا من أن يلحقوا الضرر بإسرائيل والشعب اليهودي. من خلال التعليم والدعوة وأنشطة الفروع المحلية والعمل مع وسائل الإعلام، تسعى إلى توليد حوار أكبر داخل الجالية اليهودية الأمريكية من أجل توجيه السياسة الخارجية الأمريكية نحو تحقيق سلام عادل".

### بريت شالوم/تحالف السلام
يتكون تحالف السلام اليهودي الفلسطيني من نشطاء سلام يهود وفلسطينيين يعملون من أجل المصالحة. وهي تفضل عموما الكونفدرالية الثنائية القومية أو التعايش القائم على حل الدولتين، بالاعتماد على حركات تاريخية ومعاصرة هامشية متنوعة مثل القومية السامية لأوري أفنيري والصهيونية البوبيرية وحتى جوانب الكنعانية اليمينية للإلهام. ومن بين المساهمين في موقعها على الإنترنت جدعون ليفي، ودورون روزنبلوم، وأبراهام بورغ، وميرون بنفينيستي، وشاهار سموحة، وديفيد غروسمان، وإسحاق فرانكنثال، وتوني جودت، والحاخام أريك آشرمان من منظمة حاخامات من أجل حقوق الإنسان، وباروخ كيمرلينغ.

### مقاتلون من أجل السلام
مقاتلون من أجل السلام (بالعبرية: לוחמים לשלום) هي منظمة من الإسرائيليين والفلسطينيين الذين هم من قدامى المحاربين في الصراع المسلح، وقد خلصوا إلى أنه لا يمكن أن يكون هناك حل من خلال العنف. خدم الأعضاء الإسرائيليون كجنود مقاتلين في الجيش الإسرائيلي، في حين أن الأعضاء الفلسطينيين "ساهمو بالقتال إلى جانب منظمات التحرير الفلسطيني".
وتدعم المنظمة، التي تأسست في عام 2005، حل الدولتين للصراع. وجاء في بيان على موقعهم على الإنترنت: "ندعو إلى إقامة دولة فلسطينية، إلى جانب دولة إسرائيل. يمكن للدولتين أن تعيشا في سلام وأمن بجانب بعضهما البعض".

### التعاونية الإسرائيلية الفلسطينية للتوسع الاقتصادي (IPCEE) EIN: 45-3005555
التعاونية الإسرائيلية الفلسطينية للتوسع الاقتصادي (ويعرف أيضا باسم؛ تعاونية السلام الدولية من أجل التوسع الاقتصادي؛ تعاونية إسرائيل وفلسطين للتوسع الاقتصادي) (IPCEE) هي شركة صغيرة 501 (C) (3) تأسست في الولايات المتحدة ومقرها في ولاية كونيتيكت في عام 2011، وتعتقد أن السبيل الأساسي للمساعدة في إنهاء الصراع الإسرائيلي الفلسطيني هو دفع انتشار الازدهار الاقتصادي وتحسين الرعاية الصحية للفلسطينيين الذين يعيشون في الضفة الغربية. إن تعزيز البنية التحتية الأساسية والقدرات المؤسسية داخل الضفة الغربية يسهل الرخاء والاعتماد على الذات – مما يؤدي في نهاية المطاف إلى فصل صحي واستقلال متبادل بين الفلسطينيين والإسرائيليين.
وفقا للرئيس/المدير التنفيذي للمنظمة، "الهدف النهائي لمبادرة الرعاية الصحية IPCEE المعروفة باسم السلام من خلال الطب، يساهم في تحقيق دولة فلسطينية مستقلة، تعيش بسلام جنبا إلى جنب مع دولة إسرائيل"
وتفكر المنظمة في تقديم منح للمؤسسات العامة في إسرائيل والسلطة الفلسطينية، وقد يشمل ذلك الحكومات نفسها. وستخصص هذه المنح لتمويل بناء المدارس والمستشفيات والمكتبات والمراكز المجتمعية وغيرها من مرافق الخدمات الاجتماعية في المناطق الفقيرة في إسرائيل والضفة الغربية. وكما هو موضح في الاستمارة 1023، ستوفر هذه المرافق دروسا للإسرائيليين والفلسطينيين في مجال التعاون السلمي لتطوير مهاراتهم المهنية والفنية وغيرها. ويمكن أن تشمل التدريبات المهنية حلقات عمل تدريبية مهنية لتعليم السكان المحليين أساسيات مختلف المهن مثل النجارة (
مدرج في نموذج مصلحة الضرائب 1023-الخاص بالمنظمة - تفكر المنظمة في تقديم منح للمؤسسات العامة في إسرائيل والسلطة الفلسطينية، وقد يشمل ذلك الحكومات نفسها. وستخصص هذه المنح لتمويل بناء المدارس والمستشفيات والمكتبات والمراكز المجتمعية وغيرها من مرافق الخدمات الاجتماعية في المناطق الفقيرة في إسرائيل والضفة الغربية. كما هو موضح في النموذج 1023، ستوفر هذه المرافق دروسا للإسرائيليين والفلسطينيين في مجال التعاون السلمي لتطوير مهاراتهم المهنية والفنية وغيرها. قد تشمل التدريبات المهنية ورش عمل تدريبية احترافية لتعليم السكان المحليين أساسيات المهن المختلفة مثل النجارة والحدادة والسباكة وتقنيات الخبز التقليدية والحديثة وخدمة الطعام وعلوم الكمبيوتر والمنسوجات والخياطة والسيراميك والتصوير الفوتوغرافي وإنتاج الصحف والمسرح. وسيقدم البرنامج الدولي للقضاء على جميع أشكال التمييز وأوروبا والبيئة إما الأموال اللازمة لبناء هذه المرافق وتأثيثها وتجهيزها وتزويدها بالموظفين، أو تقاسم التكاليف مع المنظمات غير الحكومية الأخرى.
قد يقدم المركز منحا إلى كل من المدارس العامة والخاصة والجامعات في إسرائيل والضفة الغربية وقد يقدم منحا مباشرة إلى الحكومة الإسرائيلية والسلطة الوطنية الفلسطينية لتمويل بناء مدارس جديدة. يخطط المركز لتوفير الغذاء للمدارس من خلال تقديم المنح لوزارتي التعليم والصحة (أو ما يعادلهما) في الحكومة الإسرائيلية والسلطة الوطنية الفلسطينية. وبالإضافة إلى ذلك، يجوز للبرنامج أن يقدم منحاً إلى وكالات حكومية أخرى في إسرائيل أو إلى السلطة الوطنية الفلسطينية لتوفير المعدات التقنية/الإلكترونية (الحواسيب، والبرمجيات، وخدمات الإنترنت العريض النطاق، وما إلى ذلك)، ومعدات الملاعب، والمواد التعليمية (الكتب، والكتب المدرسية، وكتب التدريس، وما إلى ذلك)، وأثاث الفصول الدراسية (المكاتب، والكراسي، والسبورات، وما إلى ذلك)، واللوازم المدرسية الأساسية (الكراسات، والمجلدات، والأقلام، وأقلام الرصاص، وما إلى ذلك).
```
يمكن أن يقدم المركز منحا للمستشفيات والعيادات الصحية الموجودة في إسرائيل والضفة الغربية ويمكن أن يقدم منحا مباشرة إلى الحكومة الإسرائيلية والسلطة الوطنية الفلسطينية لتمويل بناء مستشفيات وعيادات صحية جديدة. كما يمكن استخدام أموال المنح لتوظيف الموظفين الطبيين (الأطباء والممرضين والمتخصصين وغيرهم) و/أو موظفي المستشفيات (الموظفين والإداريين وغيرهم).
```

يُمكن للمركز أن يقدم منحًا للحكومة الإسرائيلية والسلطة الوطنية الفلسطينية لتمويل بناء مراكز مجتمعية جديدة مثل المكتبات ومراكز المرأة ومراكز الشباب ومراكز التعلم/اللغة. وستوفر هذه المراكز المجتمعية مجموعة متنوعة من الموارد والفرص للمحليين المحرومين اقتصاديا، بما في ذلك الصفوف والمحاضرات وبرامج اللغة ومحو الأمية والتدريب المهني. وستشمل التدريبات المهنية، على سبيل المثال، ورش عمل للتدريب المهني لتعليم السكان المحليين أساسيات مختلف الحرف مثل النجارة والحدادة والسباكة وتقنيات الخَبز التقليدية والحديثة وخدمة الأغذية وعلم الحاسوب والمنسوجات والحياكة والسيراميك والتصوير الفوتوغرافي وإنتاج الصحف والمسرح. وستتيح هذه المراكز المجتمعية أيضاً إمكانية وصول العامة إلى المرافق المفيدة مثل قاعات الاجتماعات وقاعات الاستماع ومكتبات وسائط الإعلام ومختبرات الحاسوب.
وستقدم منح إلى وكالات حكومية ومؤسسات عامة أخرى في إسرائيل والضفة الغربية.

### يهود من أجل السلام الإسرائيلي الفلسطيني
يهود من أجل السلام الإسرائيلي الفلسطيني (JIPF) هي مجموعة صغيرة تأسست في ستوكهولم، السويد، في عام 1982، لليهود السويديين الذين يرغبون في العمل بنشاط من أجل حل سلمي للصراع الإسرائيلي الفلسطيني.
ويتضمن برنامج المنتدى مطالب بانسحاب إسرائيلي كامل، بما في ذلك إجلاء السكان المدنيين اليهود، من جميع الأراضي التي خضعت للسيطرة العسكرية الإسرائيلية نتيجة لحرب الأيام الستة، وإقامة دولة عربية فلسطينية عاصمتها القدس الشرقية و"حل" لقضية اللاجئين الفلسطينيين.
كما تدعو المؤسسة وتشارك في الحوار مع حماس وغيرها من المنظمات.

### النساء يصنعن السلام
بعد حرب غزة في عام 2014، أسست مجموعة من النساء الإسرائيليات حركة "نساء يصنعن السلام" بهدف التوصل إلى اتفاق سلام سياسي مقبول ثنائيا بين إسرائيل وفلسطين. بينما تتخذ الحركة من إسرائيل مقرا لها، عملت على بناء علاقات مع الفلسطينيين، والتواصل مع النساء والرجال من العديد من الأديان والخلفيات السياسية المختلفة. شملت أنشطة المجموعة إضرابا جماعيا عن الطعام خارج مقر إقامة رئيس الوزراء الإسرائيلي بنيامين نتنياهو الرسمي ومسيرة احتجاج من شمال إسرائيل إلى القدس. اعتبارا من مايو 2017، كان لدى النساء يصنعن السلام أكثر من 20000 عضو ومؤيد مرتبط به.

## دبلوماسية السلام والمعاهدات العربية الإسرائيلية
- مؤتمر باريس للسلام، 1919
- اتفاقية فيصل وايزمان (1919)
- اتفاقيات الهدنة لعام 1949
- اتفاقيات كامب ديفيد (1978)
- معاهدة السلام المصرية الإسرائيلية (1979)
- مؤتمر مدريد لعام 1991
- اتفاقات أوسلو (1993)
- معاهدة السلام بين إسرائيل والأردن(1994)
- قمة كامب ديفيد 2000
- عملية السلام الإسرائيلية الفلسطينية
- قائمة مقترحات السلام في الشرق الأوسط
- القانون الدولي والصراع العربي الإسرائيلي

## الحوار اليهودي الإسلامي

### اللجنة اليهودية الأمريكية
في الوقت الذي تتحدث فيه اللجنة اليهودية الأمريكية بقوة ضد معاداة السامية الإسلامية والخطاب المعادي لإسرائيل، عملت منذ عام 1985 على تعزيز العلاقات بين اليهود والمسلمين. وتشجع اللجنة اليهودية الأمريكية وتشارك في الحوار على مستويات عديدة مع المجموعات ذات التفكير المماثل الملتزمة بتعزيز التسامح والتعاون.
ينص موقعهم الإلكتروني على أن "اللجنة اليهودية الأمريكية أظهرت التزامًا عميقًا بتعزيز العلاقات بين اليهود والمسلمين، وهو جزء حيوي من تفانيها الأساسي لتعزيز التفاهم بين الأديان في الولايات المتحدة وفي جميع أنحاء العالم. وأصر المجلس، في رفضه لحتمية "صدام الحضارات"، على إمكانية إقامة "مجتمع حضارات" عن طريق تشجيع الحوار على أعلى المستويات مع المجموعات المتقاربة التفكير والملتزمة بتعزيز التسامح والتعاون. وبقيامنا بذلك، حققنا عددا من الإنجازات في هذا المجال الحيوي. كرس المجلس نفسه لأكثر من عقد من الزمان لإقامة علاقات هامة مع القادة العرب والمسلمين في جميع أنحاء العالم. سافر المجلس على نطاق واسع في العالم الإسلامي – من المغرب إلى موريتانيا، مرورا بالشرق الأوسط ودول الخليج، إلى اندونيسيا. وقد اجتمعنا مع العشرات من الزعماء المسلمين، بما في ذلك كبار المسؤولين في مصر وتركيا والأردن وتونس والبوسنة والكويت وقطر وماليزيا وإندونيسيا، لمناقشة مواضيع تتراوح بين العلاقات مع إسرائيل والولايات المتحدة إلى تعزيز الحوار الإسلامي اليهودي الدولي ". السعي إلى تطوير العلاقات اليهودية الإسلامية
في عام 1986، أدانت لجنة العدالة الأمريكية علنا قتل أليكس عوده (في أكتوبر 1985)، وهو زعيم اللجنة الأمريكية العربية لمكافحة التمييز في سانتا آنا، كاليفورنيا. وعقد المجلس اجتماعا بشأن هذا الحادث مع مدير مكتب التحقيقات الاتحادي ويليام وبستر، حثوا على اتخاذ إجراءات لتحديد ومعاقبة المسؤولين عن التعصب ضد العرب. في عام 1986 قدم المجلس شهادة لمجلس النواب الأمريكي، اللجنة الفرعية المعنية بالعدالة الجنائية، حول موضوع العنف والتمييز ضد الأمريكيين العرب.
في عام 1991، على حافة حرب الحلفاء ضد العراق، أصدر المجلس اليهودي الأمريكي بيانا يحذر العامة من الانخراط في التمييز ضد العرب الأمريكيين أو المسلمين. في جزء منه، قالوا: "نحن ندرك دائما ما حدث للأمريكيين اليابانيين نتيجة هستيريا الحرب بعد وقت قصير من هجوم اليابان على بيرل هاربور في عام 1941. تم إجلاء حوالي 120،000 من الأمريكيين اليابانيين، ثلثاهم من المواطنين الأمريكيين، وسجنوا في معسكرات الاعتقال … بدون أي دليل على الإطلاق أنهم كانوا يشكلون تهديدا لأمن الولايات المتحدة. يجب ألا يحدث هذا مرة أخرى ". (بيان أدلى به المدير التنفيذي للمجلس ديفيد هاريس)
من عام 1992 إلى عام 1995 عملت اللجنة اليهودية الأمريكية على الضغط على حكومة الولايات المتحدة للتدخل نيابة عن المسلمين في البوسنة.
وفي عام 1993، رعت اللجنة اليهودية الأمريكية المؤتمر الوطني الأول حول "المسلمون واليهود في أمريكا الشمالية: الماضي والحاضر والمستقبل" مع معهد الدراسات الإسلامية اليهودية في جامعة دنفر في تشرين الأول/أكتوبر. وفي عام 1994 رعوا المؤتمر الثاني من هذا القبيل. وكان لا بد من إلغاء المؤتمر الثالث، عندما لم تتمكن اللجنة اليهودية الأمريكية من العثور على شركاء مسلمين على استعداد لإدانة الموجة الحالية من الهجمات الإرهابية على إسرائيل علنا.
وفي عام 1999، ساعدت اللجنة اليهودية الأمريكية في مساعدة المسلمين في كوسوفو.
وفي عام 2001، بدأ المجلس مشروعًا جديدًا يرمي إلى تعزيز التفاهم بين المسلمين واليهود من خلال نشر كتابين: أبناء إبراهيم: مقدمة إلى اليهودية للمسلمين، كتبه البروفيسور روفن فايرستون، وهو عالم في الإسلام في كلية الاتحاد العبري في لوس أنجلوس، لوصف اليهودية للمسلمين؛ أبناء إبراهيم: مقدمة إلى الإسلام لليهود، من قبل الأستاذ خالد دوران، كتب لوصف الإسلام لليهود.

### أبناء إبراهيم
يسعى أبناء إبراهيم إلى بناء مجتمع دولي من الشباب المسلمين واليهود يحتفل بهوياتهم الدينية. من خلال مشروع جذاب يتضمن استكشافا فوتوغرافيا للمجتمعات اليهودية والمسلمة في جميع أنحاء العالم، وحوارا صادقا لا يتزعزع عبر الإنترنت، يشكل المشاركون شبكة من المدافعين والسفراء للعلاقات الإسلامية اليهودية الرائدة في القارات الست.

### مركز دراسة العلاقات الإسلامية اليهودية
وفي تموز/يوليو 2007، افتتح مركز جديد لدراسة العلاقات بين المسلمين واليهود في كامبريدج، المملكة المتحدة. يُمول جزئيًا من خلال مساهمة قدرها 1 مليون جنيه إسترليني من ريتشارد ستون، وهو محسن يهودي. طلابها سوف يدرسون في المقام الأول المناطق المشتركة بين الديانتين. وفي نهاية المطاف، سيمتد العمل إلى مجالات أكثر إثارة للجدل، بما في ذلك القضية الإسرائيلية الفلسطينية.

## روابط خارجية

### مواقع ويب
- "Aix Group". مؤرشف من الأصل في 2011-11-13. اطلع عليه بتاريخ 2011-11-17.
- "Centre for the Study of Muslim-Jewish Relations". مؤرشف من الأصل في 2007-09-19. اطلع عليه بتاريخ 2007-08-23.
- The Novel Catalyst for the Jerusalem Solution A website explaining why one school for the children of the Israeli and Palestinian governments might be the missing piece needed to achieve a lasting solution
- American Jewish Committee – Seeking to advance Jewish-Muslim relations

### مقالات وتغطية لمختلف الجهود المحددة
- PBS interview with Feisal Abdul Rauf
- "A Call to bridge the Abrahamic faiths: Judaism, Christianity and Islam, by Feisal Abdul Rauf". مؤرشف من الأصل في 2003-03-04. اطلع عليه بتاريخ 2003-02-09.
- "Khalid Abou El Fadl condemns terrorist attacks as not being true Jihad, and calls them Hirabah, terrorism". مؤرشف من الأصل في 2003-02-24. اطلع عليه بتاريخ 2003-02-09.
- Creating Peace at the Grass Root Level.
- "The Intifada and Nonviolent Struggle – Arabic" (PDF). مؤرشف من الأصل (PDF) في 2005-04-14. اطلع عليه بتاريخ 2004-12-15.
- Common Ground, a private view on the peace process
- Ten top Israeli business ventures that inspire peace in the Middle East, israel21c.org, February 28, 2010.
- First Palestinian-Israeli arbitration center to run in 2012, jpost.com 05/02/2011.
- Palestine International Business Forum. PIBF brings together Palestinian, Israeli and Swedish business interests in order to create sustainable economic development in Palestine.
- "12th Session of the Palestinian – Israeli Young Business Leaders Forum". مؤرشف من الأصل في 2012-05-14. اطلع عليه بتاريخ 2012-01-31..

### مقالات حول القضايا المجتمعية
- Where is the Palestinian peace camp? بي بي سي نيوز 28 May 2007
- Jewish-Muslim Relations: Using Qur'anic Narratives in Pursuit of Peace Qantara.de, 9 April 2010